# Weingartia juckeri
Weingartia juckeri ist eine Pflanzenart in der Gattung Weingartia aus der Familie der Kakteengewächse (Cactaceae). Das Artepitheton juckeri geht auf den Entdecker der Art, den Schweizer Feldläufer Hansjörg Jucker, zurück.

## Beschreibung
Weingartia juckeri wächst einzeln und nur nach Verletzung sprossend mit flachkugeligen Körpern. Diese erreichen bei Durchmessern von 7 bis 10 Zentimetern Wuchshöhen von bis zu 3,5 Zentimetern und besitzen eine bis zu 10 Zentimeter lange konische Rübenwurzel. Die kräftig aufgewölbten und unter den Areolen kinnartig vorgestreckten Höcker sind spiralig um den Körper angeordnet. Die auf der Oberseite der Höcker befindlichen, länglich ovalen Areolen sind 1 bis 2 Millimeter breit und bis zu 6 Millimeter lang. Die bis zu 20 Dornen sind weißlich, strohgelb, gräulich bis bräunlich und mit einer dunklen Spitze versehen. Sie werden in 10 bis 12 (selten auch 16) Randdornen und in 1 bis 2 (bei alten Pflanzen bis zu 8) Mitteldornen unterschieden. Sie sind 1 bis 2 Zentimeter lang.
Die zugespitzten, olivgrün bis bräunlichen Knospen erscheinen an den alten, bodennahen Areolen. Die ziegelroten Blüten sind bis zu 2,5 Zentimeter lang und besitzen Durchmesser von ebenfalls 2,5 Zentimetern. Die olivgrünen oder braunen Früchte weisen einen Durchmesser von 6 Millimeter auf und enthalten 25 bis 30 Samen.

## Systematik und Verbreitung
Weingartia juckeri ist im bolivianischen Departamento Chuquisaca in Höhenlagen zwischen 3400 und 3500 Metern verbreitet.
Die Erstbeschreibung als Sulcorebutia juckeri wurde 2004 durch Willi Gertel veröffentlicht. Günter Hentzschel und Karl Augustin stellten die Art 2008 in die Gattung Weingartia.
Ein taxonomisches Synonym ist Sulcorebutia trojapampensis Gertel & Jucker (2012).

## Nachweise